# Chandah
El Chandah o Chandas (IAST: chandas ; devanāgarī: छन्दस्) és un art annexa del Vedisme ordenat sota el terme genèric de Vedanga. El Chandas és l'art de la prosòdia i de la mètrica poètica. La gramàtica a títol d'exemple fa igualment ús de Vedangas, aquestes arts i ciències antigues del sota-continent indi.